# IPod Hi-Fi
iPod Hi-Fi是蘋果電腦（現蘋果公司）專為旗下的iPod產品而製造的立體聲喇叭。2006年2月28日推出，可接受各種型號的iPod播放器。2007年9月5日起停售。

## 連結
- iPod Hi-Fi